# マッズ・ビストルップ
マッズ・ビストルップ（Mads Bidstrup, 2001年2月25日 - ）は、デンマーク・シェラン地域キューゲ出身のプロサッカー選手。レッドブル・ザルツブルク所属。ポジションはミッドフィールダー。

## クラブ経歴
ブレンビーIFやFCコペンハーゲンなどのユースアカデミーを経て、2018年1月にRBライプツィヒと契約。同年夏にU-19ユースチームに昇格。2018-19シーズンは同ユースリーグで21試合2ゴールを記録。翌2019-20シーズンも同リーグで10試合4ゴールを記録。
2019-20シーズン後にライプツィヒ側は、ユース登録選手をローン移籍に出す方針を提案。そこにブレントフォードFCが、ビストルップの完全移籍での獲得オファーを提示。2020年7月16日にブレントフォードへの移籍が決まり、3年契約を締結。2021年4月10日のプレストン・ノースエンドFC戦でプロデビュー。チームはEFLチャンピオンシップ (2部リーグ)で3位に入り、5月29日の昇格プレーオフ決勝戦でスウォンジー・シティAFC2-0で破り、初のプレミアリーグ昇格が決定した。
2022年1月29日、FCノアシェランへの2021-22シーズン終了までのローン移籍が発表された。
2023年7月16日、レッドブル・ザルツブルクに5年契約で移籍した。

## 代表経歴
2017年から各ユース世代のデンマーク代表に随時招集されている。